# Greif (1951)
Pour les articles homonymes, voir Greif.
Le voilier Greif est un brigantin de la ville hanséatique de Greifswald du land du Mecklembourg-Poméranie-Occidentale mis en service le 2 août 1951. Il sert aujourd'hui de navire-école qui navigue aujourd'hui comme voilier traditionnel.

## Histoire
Ce grand voilier a été construit sur le chantier naval de Warnow à Warnemünde. Il fut le premier en Allemagne de l'Est à être construit avec une coque acier rivetée et soudée. Il a été mis en service, sous le nom de Wilhelm Pieck premier président de la RDA, pour la Jeunesse libre allemande. Puis le navire a été affecté à la Gesellschaft für Sport und Technik (Société pour le Sport et la Technologie). Il fut le seul voilier de haute mer de la RDA naviguant principalement en mer Baltique vers la Pologne et l'Union soviétique. Au début des années 1970, il a subi un carénage au chantier naval Meyer Werft à Rostock.
En 1990, le navire a été repris par la ville de Greifswald et rebaptisé Greif en 1991. Il est répertorié comme monument culturel de la ville et participe à de nombreux rassemblements de voiliers